# Antonio Martínez Felipe
Antonio Martínez Felipe (Madrid, 7 marzo 1990) è un ex calciatore spagnolo, di ruolo centrocampista.

## Carriera

### Club
Ha giocato nella seconda divisione spagnola.